# Alain de Botton
Alain de Botton (20 de dezembro de 1969 em Zurique, Suíça) é um escritor e produtor residente em Londres, famoso por popularizar a filosofia e divulgar seu uso na vida quotidiana.

## Vida pessoal
A família de Alain é originária da pequena vila castelhana de Boton (hoje desabitada), na Península Ibérica. Eles emigraram da cidade em 1492, juntamente com a comunidade sefardita e se estabeleceram em Alexandria, onde muitos séculos mais tarde o pai de De Botton nasceu. De Botton tem uma irmã, Miel, que é psicóloga em Paris.
Reside atualmente em Hammersmith, oeste de Londres, com sua esposa Charlotte, com quem se casou em 2003, e seus filhos Samuel e Saul.

### Juventude e educação
O pai de Alain, Gilbert de Botton, é colecionador de arte e investidor, fundador do Global Asset Management juntamente com sua primeira esposa, Jacqueline Burgauer. De Botton nasceu e viveu até os oito anos na Suíça, onde aprendeu a falar francês e alemão. Ele foi enviado para o colégio em Harrow, onde aprendeu inglês. Sua família se mudou para Londres quando ele tinha 12 anos.
Alain foi educado na Dragon School em Oxford e na Harrow School em Londres. Alcançou o double starred first em história e filosofia em Gonville and Caius College, Cambridge (1988–1991), tendo completado seu mestrado em filosofia no King's College London (1991–1992).
De Botton iniciou um Ph.D em filosofia francesa em Harvard, mas acabou preferindo escrever ficção. Foi também candidato a PhD na King's College. De Botton possui sua própria produtora, a Seneca Productions, que transmite regularmente programas e documentários na televisão baseados em seus trabalhos.

## Filosofiasubstituindo aReligião
De Botton é um ateu convicto, e propaga essa filosofia de vida em seus livros e entrevistas. Ele entende que as pessoas se tornam adeptos de uma religião, pois ela consegue manter a saúde emocional e dar sustentação psicológica para se aceitar e conviver com difíceis questões humanas, como morte, as desilusões e decepções no amor, na relação com a família, etc.
Como De Botton propaga a utilidade e necessidade da prática e estudo da filosofia para todo e qualquer ser humano, assim como espalhar o ateísmo, porém entendendo que as Religiões devem ser substituídas de algum modo, ele criou a The School Of Life. Trata-se de uma escola para ensinar filosofia prática para ser vivenciada no dia-a-dia, aberta a qualquer um - apesar de não ser gratuita. A The School of Life é endereçada às pessoas que não conseguem mais ver na Religião uma fonte de saúde emocional e mental, e pretende substituir o vazio criado pela "não-existência de Deus", com cultura, literatura, filosofia, arte e  psicologia. De Botton projetou e criou essa escola objetivando ser o “lugar” onde o homem moderno deveria buscar respostas para lidar com suas dificuldades e seus medos.

## Publicações
De Botton escreve livros e ensaios, expondo tanto suas ideias e experiências quanto a de artistas, filósofos e pensadores. Esse estilo peculiar de escrever tem sido chamado de filosofia da vida cotidiana. Seus livros são publicados em 20 línguas.
Em 1993, seu primeiro livro, Essays In Love (Ensaios de Amor), analisou o processo de como as pessoas se apaixonam e depois se desiludem. O estilo de seu livro foi incomum, pois misturava elementos de uma novela com reflexões e análises normalmente feitas em obras de não-ficção.
No entanto, Alain de Botton não recebeu reconhecimento mundial até a publicação de sua primeira obra de não-ficção, How Proust Can Change Your Life (Como Proust pode mudar sua vida), em 1997. O livro foi baseado na vida e nas obras de Marcel Proust. É uma mistura de "auto-ajuda" envolvida em ficção que ironicamente é uma resposta a um dos mais reverenciados livros do cânone ocidental. O livro se tornou best seller nos Estados Unidos e na Grã-Bretanha.
Posteriormente De Botton lançou As consolações da Filosofia. Embora às vezes descritos como obras de popularização, estes dois livros também apresentam novas ideias sobre amizade, arte, inveja, desejo, e inadequação, como por exemplo com relação ao que os outros pensam. O título desse livro faz referência ao livro de Boécio Consolações da Filosofia, no qual a filosofia aparece como uma figura alegórica de Boécio oferecendo sua consolação antes de sua iminente execução. Em As consolações da Filosofia, de Botton procura demonstrar como os ensinamentos de filósofos como Epicuro, Montaigne, Nietzsche, Schopenhauer, Sêneca, e Sócrates podem ajudar a resolver as aflições comuns no dia-a-dia do mundo moderno, como impopularidade, sentimento de inadequação, dificuldades financeiras, desilusões amorosas e outros infortúnios. O livro tem recebido elogios e críticas por sua aplicação terapêutica da filosofia.
De Botton retornou ao estilo mais lírico, e pessoal de escrever. Em A arte de Viajar analisa o lado psicológico que envolve o ato de viajar: como imaginamos lugares antes de viajar, como nos lembramos das coisas boas, o que acontece quando observamos um deserto, ou ficamos em um hotel.
Em Desejo de Status, De Botton analisa o desejo universal do qual raramente discutimos diretamente: o anseio de saber o que outras pessoas pensam a nosso respeito; sobre  se somos julgados como bem sucedidos ou fracassados, como perdedores ou vencedores.
O último livro de De Botton, A Arquitetura da Felicidade, discute a natureza do belo na arquitetura, e como isso está relacionado com o bem estar e a satisfação do indivíduo e da sociedade. Ele descreve como a arquitetura nos afeta na vida diária, mesmo embora raramente prestemos atenção para esse fato. Ainda, boa parte do livro discute como traços da personalidade humana refletem na arquitetura.
De Botton escreve regularmente colunas para alguns jornais britânicos, incluindo The Independent (aos domingos).

## Filmografia

### Seriados de TV
- Filosofia: Um Guia para a Felicidade

1. Sócrates e a Autoconfiança
2. Epicuro e a Felicidade
3. Sêneca e a Ira
4. Montaigne e a Autoestima
5. Schopenhauer e o Amor
6. Nietzsche e o Sofrimento

- Ansiedade de Status
- The Art Of Travel
- A Arquitetura da Felicidade

### Produções baseadas em suas obras
- Como Proust pode mudar sua vida
- Filosofia: Um guia para a felicidade (de "As Consolações da Filosofia")
- A arte de viajar
- Desejo de status
- O lar perfeito (de A arquitetura da felicidade)